# Minuartia buschiana
Minuartia buschiana är en nejlikväxtart. Minuartia buschiana ingår i släktet nörlar, och familjen nejlikväxter.

## Underarter
Arten delas in i följande underarter:
- M. b. artvinica
- M. b. buschiana